# Nikos Ikonomu
Nikolaos "Nikos" Ikonomu (gr. Νικόλαος "Νίκος" Οικονόμου; ur. 19 lutego 1973 w Nikiea) – grecki koszykarz występujący na pozycji silnego skrzydłowego, po zakończeniu kariery sportowej trener koszykarski.

## Osiągnięcia
Stan na 18 maja 2016, na podstawie, o ile nie zaznaczono inaczej.
Drużynowe
- Mistrz:
  - Euroligi (1996)
  - Grecji (1998, 1999)
  - pucharu:
    - Interkontynentalnego FIBA (1996)
    - Grecji (1993, 1996)
- Wicemistrz:
  - Grecji (1993, 1995, 1996, 2001)
  - pucharu:
    - Hiszpanii (2002)
    - Włoch (2000)
    - Saporty (2000)

  - superpucharu Włoch (2000)
- Brąz Euroligi (1994, 1995)
- 3. miejsce w pucharze Grecji (2001)
- 4. miejsce w:
  - Pucharze Saporty (1998)
  - FIBA EuroCup Challenge (2004)

Indywidualne
- I skład ligi greckiej (2005)
- Uczestnik:
  - FIBA EuroStars (1996–1999)
  - greckiego meczu gwiazd (1996, 1998, 1999, 2003, 2005, 2006)

Reprezentacja
Seniorów
- Uczestnik:
  - mistrzostw Europy (1993 – 4. miejsce, 1995 – 4. miejsce, 1997 – 4. miejsce)
  - mistrzostw świata (1998 – 4. miejsce)
  - igrzysk olimpijskich (1996 – 5. miejsce)

Młodzieżowe
- Mistrz Europy U–16 (1989)
- Wicemistrz:
  - Europy U–22 (1992)
  - igrzysk śródziemnomorskich (1991)
- Uczestnik:
  - mistrzostw Europy U–22 (1992, 1994 – 4. miejsce)
  - mistrzostw Europy U–18 (1990 – 8. miejsce, 1992 – 4. miejsce)
- MVP Europy U–16 (1989)
- Zaliczony do I składu mistrzostw Europy U–16 (1989)
- Lider strzelców Eurobasketu:
  - U-18 (1992)
  - U-16 (1989)